# Sabrina D’Angelo
Sabrina D’Angelo (Welland, Ontario, 1993. május 11. –) olimpiai bronzérmes kanadai válogatott labdarúgókapus. Az angol bajnokságban szereplő Arsenal kapusa.

## Pályafutása
D’Angelo a Dél-Karolinai Egyetem diákjaként szerepelt intézménye labdarúgócsapatában. Az itt töltött időszak alatt együttesének, valamint a Délkeleti bajnokságnak is  egyik kiemelkedő kapusa volt.
Tanulmányait követően a Western New York Flash csapott le játékjogára és első évében, 2015-ben 7 mérkőzésen védte a Flash kapuját.
2016. május 21-én a Sky Blue elleni mérkőzés előtti bemelegítésen megsérült, és mint később kiderült, törött csuklóval játszotta le a 90. percet. A műtét után gyorsan felépült és bekerült a riói olimpiára készülő válogatott keretébe, ahol a bronzérmet szerezte meg Kanadával.
A bajnokságban egészen a döntőig menetelt csapatával, ahol három tizenegyest hárított a mindent eldöntő büntetőpárbajban.
2017. január 9-én a Western New York Flash csapatát eladták és áthelyezték az észak-karolinai Carybe, így D’Angelo a 2017. évadot már a North Carolina Courage kapusaként kezdte, vetélytársa Katelyn Rowland mellett viszont nem volt egyszerű megőrizni az első számú mezt.
2018-ban Rowland több mérkőzésen védett a bajnokság során, azonban a nők számára első alkalommal kiírt Nemzetközi Bajnokok Kupája döntőjében D’Angelo hozta kapott gól nélkül az Olympique Lyon ellen 1-0 arányban megnyert találkozót.
2018 decemberében a Vittsjö GIK együtteséhez távozott.
Az Arsenal 2023. január 13-án jelentette be hivatalos oldalán érkezését.

## Sikerei

### Klubcsapatokban
Észak-amerikai bajnok (2):
- NWSL bajnok (2):
  - Western New York Flash (1): 2016
  - North Carolina Courage (1): 2018

- NWSL ezüstérmes (1):
  - North Carolina Courage (1): 2017

- NWSL alapszakasz győztes (2):
  - North Carolina Courage (2): 2017, 2018

- Nemzetközi Bajnokok Kupája győztes (1):
  - North Carolina Courage (1): 2018[9]

### A válogatottban
- Olimpiai bronzérmes: 2016
- U20-as női CONCACAF-aranykupa ezüstérmes: 2012
- U17-as női CONCACAF-aranykupa győztes: 2010
- U17-es női CONCACAF-aranykupa bronzérmes: 2008

## Statisztikái

### Klubcsapatokban
2022. november 5-i állapot
| Klub                   | Bajnokság            | Szezon           | Bajnokság | Bajnokság | Rájátszás | Rájátszás | Össz. | Össz. |
| Klub                   | Bajnokság            | Szezon           | Mérk.     | Gól       | Mérk.     | Gól       | Mérk. | Gól   |
| ---------------------- | -------------------- | ---------------- | --------- | --------- | --------- | --------- | ----- | ----- |
| Western New York Flash | NWSL                 | 2015             | 7         | 0         | 0         | 0         | 7     | 0     |
| Western New York Flash | NWSL                 | 2016             | 11        | 0         | 2         | 0         | 13    | 0     |
| Western New York Flash | Összesen:            | Összesen:        | 18        | 0         | 2         | 0         | 20    | 0     |
| North Carolina Courage | NWSL                 | 2017             | 8         | 0         | 0         | 0         | 8     | 0     |
| North Carolina Courage | NWSL                 | 2018             | 6         | 0         | 1         | 0         | 7     | 0     |
| North Carolina Courage | Összesen:            | Összesen:        | 14        | 0         | 1         | 0         | 15    | 0     |
| Vittsjö GIK            | Damallsvenskan       | 2019             | 20        | 0         | 0         | 0         | 20    | 0     |
| Vittsjö GIK            | Damallsvenskan       | 2020             | 3         | 0         | 0         | 0         | 3     | 0     |
| Vittsjö GIK            | Damallsvenskan       | 2021             | 22        | 0         | 0         | 0         | 22    | 0     |
| Vittsjö GIK            | Damallsvenskan       | 2022             | 25        | 0         | 0         | 0         | 25    | 0     |
| Vittsjö GIK            | Összesen:            | Összesen:        | 70        | 0         | 0         | 0         | 70    | 0     |
| Arsenal                | Women's Super League | 2022–23          | 0         | 0         | 0         | 0         | 0     | 0     |
| Karrier összesen       | Karrier összesen     | Karrier összesen | 102       | 0         | 3         | 0         | 105   | 0     |